# Saint-Cyr-le-Gravelais
Saint-Cyr-le-Gravelais is een gemeente in het Franse departement Mayenne (regio Pays de la Loire) en telt 506 inwoners (2004). De plaats maakt deel uit van het arrondissement Laval.

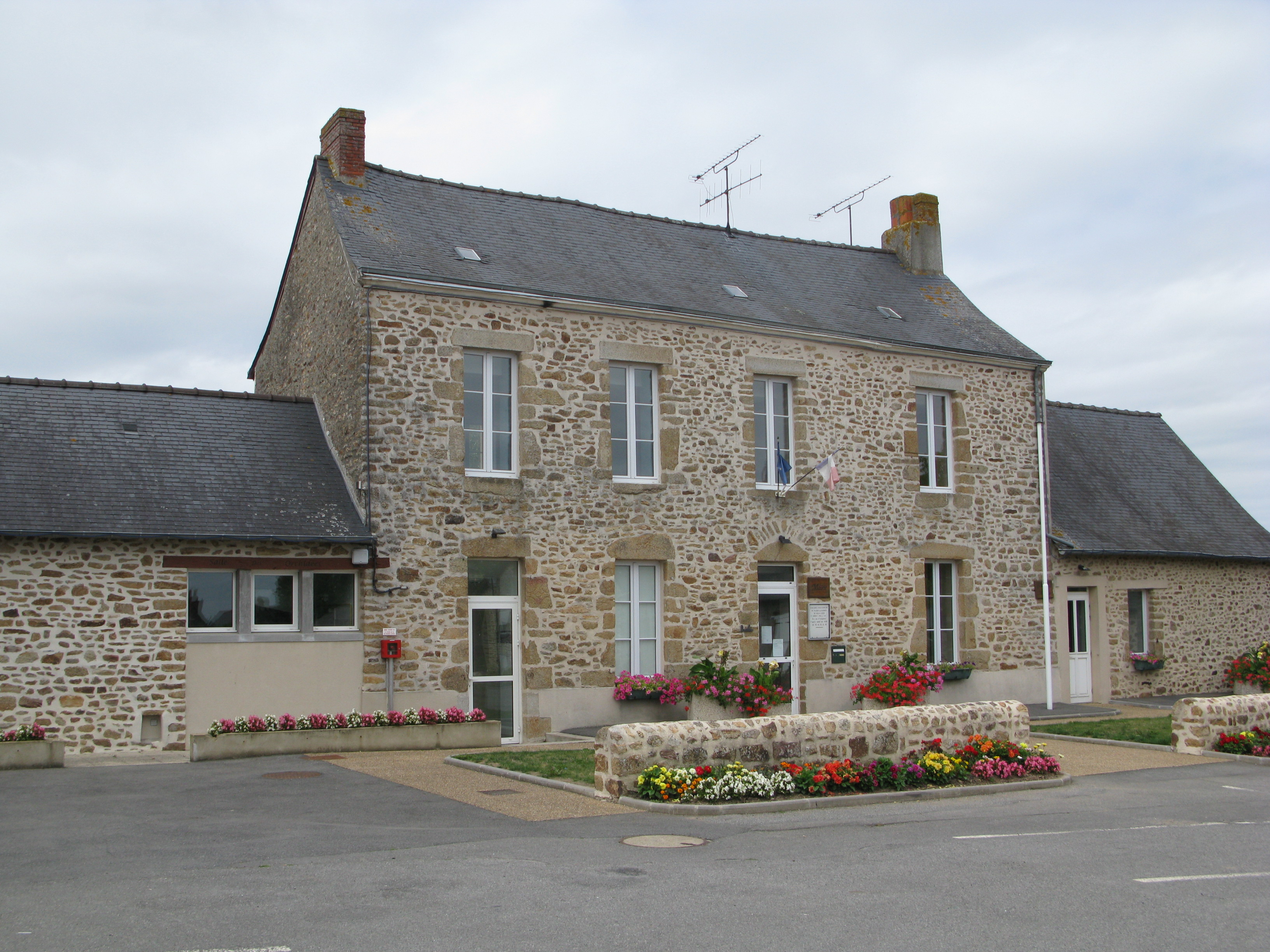
Gemeentehuis

## Geografie
De oppervlakte van Saint-Cyr-le-Gravelais bedraagt 19,7 km², de bevolkingsdichtheid is 25,7 inwoners per km².

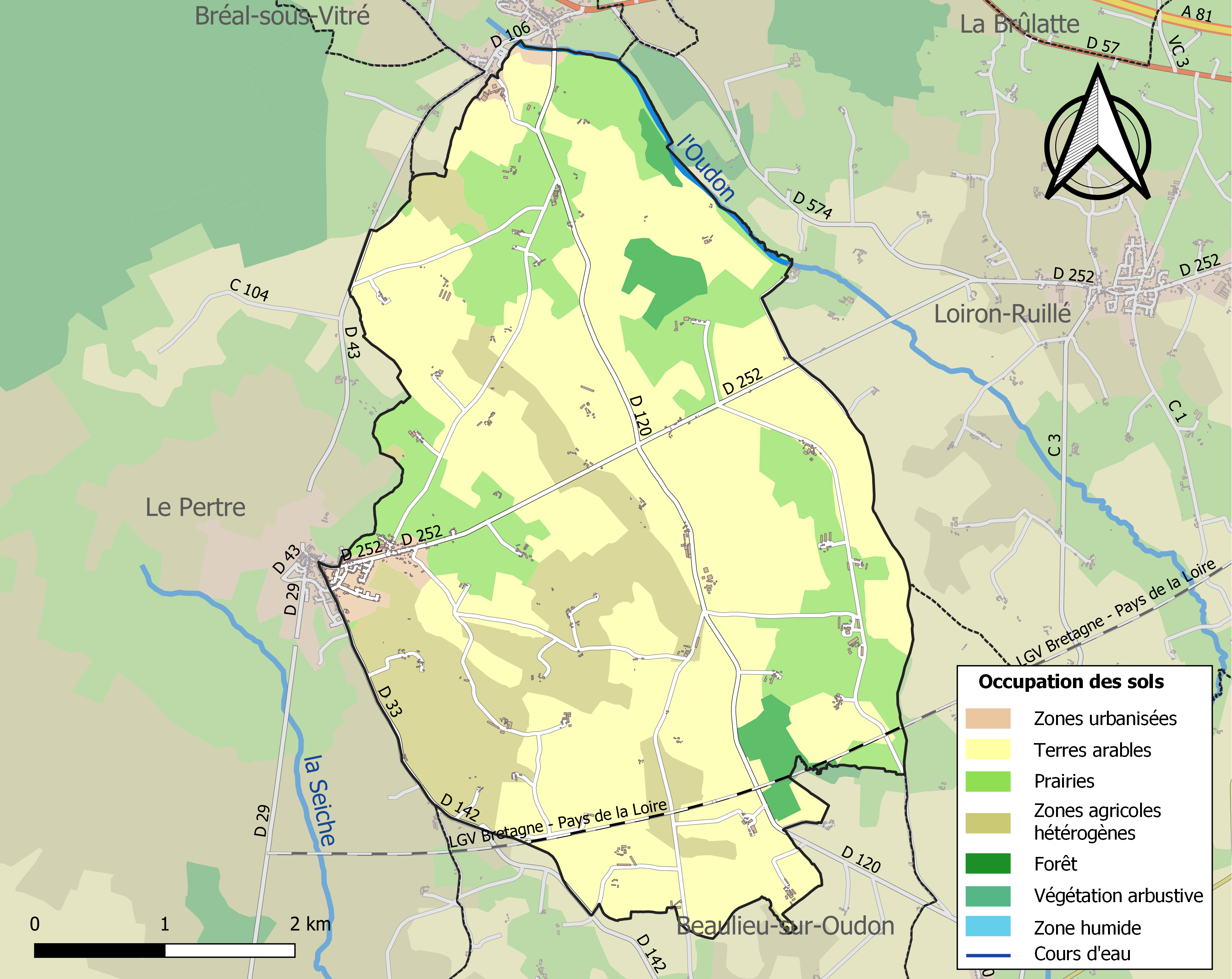
Kaart van de gemeente met de belangrijkste infrastructuur, bodemgebruik en omliggende gemeenten

## Demografie
Onderstaande figuur toont het verloop van het inwonertal (bron: INSEE-tellingen).

1. ↑  Populations de référence 2022.